# Anta Nossa Senhora do Monte
Die Anta Nossa Senhora do Monte (auch Senhora do Monte oder Dolmen von Monte Penedono) liegt auf einem Plateau mit sechs anderen Megalithanlagen, nahe der Straße von Penedono nach Paredes da Beira im Norden des Distrikts Viseu in Portugal. Anta oder Dolmen ist die portugiesische Bezeichnung für etwa 5000 Megalithanlagen, die während des Neolithikums im Westen der Iberischen Halbinsel von den Nachfolgern der Cardial- oder Impressokultur errichtet wurden. 

## Die Kapelle über der Anta
Die Ruinen der Kapelle Nossa Senhora do Monte liegen etwa 2,1 km südlich der Straße. Die Kapelle ist ein christianisiertes Megalithmonument, das so über die Megalithanlage gebaut wurde, dass die Kammer der Anta unter dem Chor liegt. Der Gang liegt östlich der Kapelle. Nossa Senhora do Monte ist die größte Anta auf dem Plateau. Die polygonale Anlage mit langem Gang stellte offenbar den Kern der Nekropole dar. Grabungen in den 1990er Jahren, die im Zusammenhang mit der Restaurierung der Kapelle erfolgten, haben Anhaltspunkte für eine Datierung in die Zeit zwischen 3200 und 2900 v. Chr. erbracht.

## In der Nähe
Etwa 30 m nördlich der Kapelle liegt der „Dolmen de Carvalhal“, ein Ganggrab von geringerem Ausmaß. Von ihm sind der Gang, drei Kammertragsteine und ein Deckstein des Ganges erhalten. Die Innenpflasterung lässt den ehemaligen Kammergrundriss, bestehend aus sieben Tragsteinen, erkennen. 
Etwa 800 m südlich der Kapelle liegt rechts des Weges der „Dolmen von Sangrino“, kurz zuvor liegen links die beiden Anlagen von Lapinha. Beim Dolmen von Sangrino handelt es sich um eine Anlage mit nicht abgesetztem Gang, der in einem flachen Steinhügel liegt. Hier lässt sich die Form der Kammer, von der nur ein Tragstein erhalten ist, ebenfalls aufgrund der Innenpflasterung rekonstruieren. 
Südlich des Sportplatzes von Penela liegen die Reste des „Dolmen da Penela“. In einem nahen Feld liegt der „Dolmen de Turgal“.